# NGC 586
NGC 586 is een spiraalvormig sterrenstelsel in het sterrenbeeld Walvis. Het hemelobject werd op 10 september 1785 ontdekt door de Duits-Britse astronoom William Herschel.

## Synoniemen
- PGC 5679
- MCG -1-5-1